# 고창판소리박물관
고창판소리박물관은 전북특별자치도 고창군 소재의 박물관이다.

## 연혁
- 2001.6.25 박물관 건립 및 개관.
- 2002.10 판소리박물관 홈페이지 개통.
- 2003.1 조직개편에 따라 문화체육시설관리사업소로 통합.
- 2004.5 기획전 ‘만정김소희의 삶과 예술’전.
- 2005.4.28 박물관 등록(제 전북-1호). 판소리박물관 홈페이지 국영문판 개통.
- 2006.3.15 무초회향미술관(전시실 1실) 개관. “판소리전승의 맥” 세계무형문화유산 DVD해설판 제작.
- 2006.11 박물관 2층에 기획전시실(1실), 자료실(1실) 설치.
- 2007.1 문화관광과 문화시설계로 편입.
- 2007.1 자료실 개방(비치자료 : 2,619점).
- 2007.9 기획전 ‘소리·고향·영상전’ 개최.
- 2008.10 학술논문집「고창과 판소리문화」출간.
- 2009.1 “신소리마당전” 개최.
- 2009. 6 김치현기증전.
- 2009. 9 고창군립미술관 개관전 “나의 살던 고향은” 展.
- 2010. 2 고창군립미술관 기증작품전 두 번째 “나의 살던 고향은” 展(2).
- 2010. 10 고창유물대여전 및 고 김치현 추모전.
- 2011. 9 기증미술문화자료모듬전 : 고창의 도자기와 서예의 맥.
- 2011. 12 무초진기풍컬렉션 기증10주년기념 확장전.
- 2012. 4 신아니리마당전.
- 2012. 11 리탄신 200주년 특별전 “동리 정사에서 키운 소리광대의 꿈”.

## 관람 안내
관람 시간
- 동절기: 09:00 ~ 17:00
- 하절기: 09:00 ~ 18:00
- 입장은 폐관 30분 전까지만 가능

휴관일
- 매주 월요일
- 매년 1월 1일